# Cingula aleutica
Cingula aleutica är en snäckart som beskrevs av Dall 1886. Cingula aleutica ingår i släktet Cingula och familjen Rissoidae. Inga underarter finns listade i Catalogue of Life.